# Hospital Vall d'Hebron

Hospital Universitario Vall d'Hebron é um centro médico, universitário e público, localizado no distrito de Horta-Guinardó em Barcelona, na Espanha. O hospital é um dos mais modernos da Europa, o maior da Catalunha e um dos maiores da Espanha.
Equipado com dois heliportos para recepção de pacientes com maior gravidade, tem áreas de especialização em cirurgia vascular, angiologia, traumatologia, oncologia, urologia, ginecologia, pediatria, cirurgia plástica e de queimados, além de atendimento de emergência. Ele também abriga diversos centros docentes universitários e laboratórios de última geração.
Foi uma equipe médica deste hospital que realizou o primeiro transplante facial total do mundo, em março de 2010. 

## Ligações externas

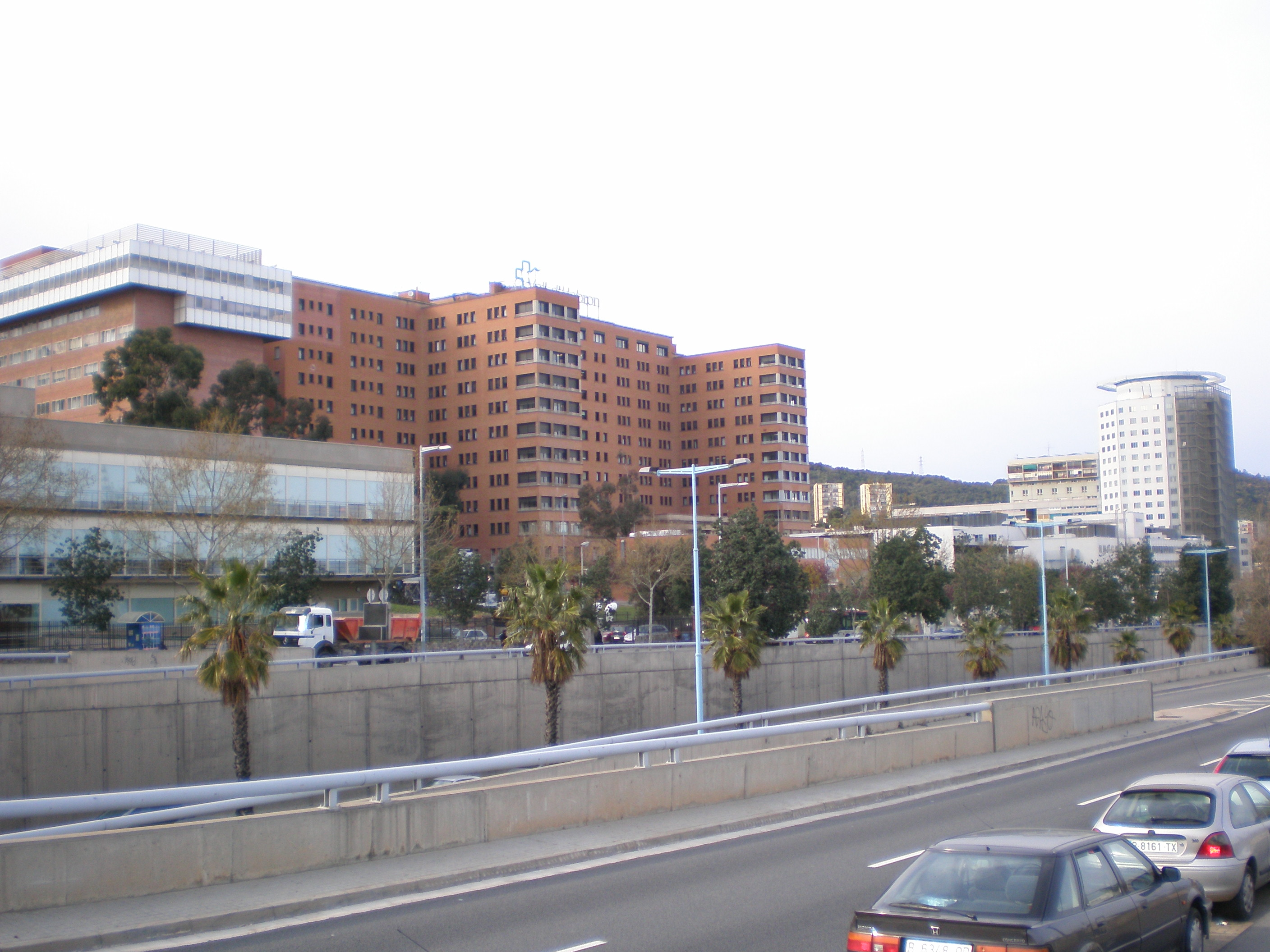
Hospital Vall d'Hebron